# Aranka (folyó)
Az Aranka (románul Aranca, szerbül Златица / Zlatica) folyó Románia és Szerbia (Vajdaság) területén, a Tisza bal oldali mellékfolyója. A folyó mellett lévő magyarok nevezik még Kunétnak és Harangának is.
Fönlaknál ered, Aradtól 20 km-re délnyugatra, és Padénál torkollik a Tiszába. Hossza 117 km, vízgyűjtő területe 1470 km2.
„Aranka, folyó a Maros bal oldali ága, mely Temes vármegyében Fönlak és Kisbezdin közt belőle kiszakad, s eleinte az anyafolyóval párhuzamosan folyik, Szentmiklósnál azonban DNY. felé fordul s Adával szemben a Padé körül levő mocsarakban a Tiszába ömlik.”